# غاري كارلسن
غاري كارلسن (بالإنجليزية: Gary Carlsen)‏ هو رامي القرص أمريكي، ولد في 12 مايو 1945 في أشلاند في الولايات المتحدة.

## وصلات خارجية
- غاري كارلسن على موقع الاتحاد الدولي لألعاب القوى (الإنجليزية)
- غاري كارلسن على موقع أوليمبيديا (الإنجليزية)